# دانيال هو
دانيال هو (بالإنجليزية: Daniel Ho)‏ هو موسيقي أمريكي، ولد في 31 ديسمبر 1949 في Kaimuki, Hawaii ‏ في الولايات المتحدة.

## وصلات خارجية
- الموقع الرسمي
- دانيال هو على موقع ميوزك برينز (الإنجليزية)
- دانيال هو على موقع ديسكوغز (الإنجليزية)